# Јармила Вешовић
Јармила Вешовић (Цетиње, 1954) је српска сликарка млађе генерције и песникиња.

## Биографија
Рођена је 1954. године на Цетињу. Дипломирала је сликарство на Факултету ликовних уметности Универзитета уметности у Београду 1980. у класи професора Стојана Ћелића и магистрирала је код истог професора 1982. године. Од 1986. до 1990. је провела на специјализацији у експерименталном атељеу за таписерију код професора Ђина Силвестрија на École nationale des beaux-arts, Националној школи лепих уметности у Паризу, као стипендиста Француске Владе. Излаже редовно на француским и европским ликовним манифестацијама, одржала је преко двадесет самосталних изложби у Београду, Краљеву, Паризу, Подгорици, Матисовом музеју у Като Камбрези, Нарбони и другим. Њена дела се налазе у музејима и приватним колекцијама у Србији, Француској, Шпанији, Египту и Јапану. Добитница је награде Октобарског салона и више значајнијих награда у Француској као што су златна медаља за сликарство „Микеланђело” Академије „Мазарин”, признање „Феликс Бракемон” за графику на Салону „Бозар” у Каруселу Лувра и две награде за сликарство француске Академије наука и уметности „Аршил Фулд Стирбе” 2003, 2011. и 2012. године. Бави се сликарством, графиком, инсталацијама, пише и објављује поезију. Објавила је збирку песама Le Nombre d’Heures Secretes. Живи и ради у Паризу.

## Важније награде
- Друга награда за фреску „Живот светог Мартина”, Француска 1988.
- Почасни пергамент на Другом светском тријеналу графике у Француској 1991.
- Почасна награда Другог салона савремених уметника Стокхолм 1997.
- Бронзана медаља за допринос и приврженост Француској 1997.
- Почасна диплома за графику у Националном салону ликовних уметности Carrousel du Louvre у Паризу 2003.
- Прва награда за сликарство француске Академије наука и уметности „Аршил Фулд Стирбе” 2003.[2]
- Медаља General Counsel и откупна награда Yvelines 2005.
- Златна медаља за сликарство „Микеланђело” у Бретањи 2009.
- Прва награда за сликарство француске Академије наука и уметности „Аршил Фулд Стирбе” 2011.[2]
- Прва награда за сликарство француске Академије наука и уметности „Аршил Фулд Стирбе” 2012.